# إسحاق هال
إسحاق هال (بالإنجليزية: Isaac Hull) هو بحار أمريكي، ولد في 9 مارس 1773 في دربي في الولايات المتحدة، وتوفي في 13 فبراير 1843 في فيلادلفيا في الولايات المتحدة.

## وصلات خارجية
- إسحاق هال على موقع الموسوعة البريطانية (الإنجليزية)